# Rosa juzepczukiana
Rosa juzepczukiana är en rosväxtart som beskrevs av I.T. Vasil'chenko. Rosa juzepczukiana ingår i släktet rosor, och familjen rosväxter. Inga underarter finns listade i Catalogue of Life.